# イリノイ・ツール・ワークス
イリノイ・ツール・ワークス（英語: Illinois Tool Works）は略称ITWで、アメリカ合衆国の機械関係のコングロマリット会社で、フォーチュン500会社でもある。1912年にシカゴのバイロン・スミス（Byron L. Smith）により創立され、現在本部はイリノイ州シカゴ郊外のグレンヴューにあり、ニューヨーク株式市場上場会社である。
世界57か国にビジネスを展開していて、全従業員は5万人に上る。

## ITWの子会社
- Crane Carrier Company
- Hobart Corporation
- Instron
- ITW Automotive Group
- ITW Automotive Products
- Miller Electric
- Zip-Pak

など多数

## 日本子会社
- ITWジャパン・ブルックスインスツルメント
- ITWダイナテック
- ITWオートモーティヴジャパン
- ITWパフォーマンスポリマーズ＆フルイズジャパン
- ITWジャパン・ビューラー
- シグノード
- シムコジャパン
- テックネック・ジャパン
- ホバート･ジャパン

など

## 参照項目
- Rain-Xワイパー